# Uładzimir Adaszkiewicz (ur. 1953)
Uładzimir Kanstancinawicz Adaszkiewicz (biał. Уладзімір Канстанцінавіч Адашкевіч, ros. Владимир Константинович Адашкевич, Władimir Konstantinowicz Adaszkiewicz; ur. w 1953 w Wołownikach w obwodzie mińskim) – białoruski ekonomista i polityk, od 1999 roku zastępca ministra gospodarki Republiki Białorusi.

## Życiorys
Urodził się w 1953 roku we wsi Wołowniki, w rejonie dzierżyńskim obwodu mińskiego Białoruskiej SRR, ZSRR. W 1974 roku ukończył Białoruski Państwowy Instytut Gospodarki Narodowej im. W. Kujbyszewa ze specjalnością ekonomisty. Pracował jako starszy ekonomista, zastępca kierownika Wydziału Cen Komitetu Wykonawczego Mińskiej Miejskiej Rady Deputowanych Ludowych, kierownik Wydziału Wydawniczo-Informacyjnego Państwowego Komitetu ds. Cen Białoruskiej SRR, kierownik Wydziału Informacji Cenowej Urzędu Cen i Indeksacji Dochodów Ludności Państwowego Komitetu ds. Ekonomii i Planowania Republiki Białorusi, kierownik Wydziału Informacji, pierwszy zastępca przewodniczącego, przewodniczący Komitetu Cen przy Ministerstwie Gospodarki Republiki Białorusi. W 1999 roku został pierwszym zastępcą ministra gospodarki – przewodniczącym Komitetu Cen przy Ministerstwie Gospodarki Republiki Białorusi. Od stycznia 2002 roku był pierwszym zastępcą ministra gospodarki – dyrektorem Departamentu ds. Polityki Antymonopolowej i Cenowej. 16 grudnia 2002 roku został zastępcą ministra gospodarki.